# Breccaschlund
Le Breccaschlund est une plaine karstique couverte de forêt primitive et située au-dessus du Lac Noir, dans le canton de Fribourg, en Suisse. Le site est inscrit à l'Inventaire fédéral des paysages, sites et monuments naturels d'importance nationale.
La zone a été créée lors de la dernière période glaciaire. En dépit de son utilisation pour des alpages et de sa popularité parmi les randonneurs, le secteur continue d'abriter une grande variété de fleurs et animaux alpins.
Le Breccaschlund peut être atteint en voiture et en transports publics, et via le téléphérique Schwarzsee-Riggisalp.